# Xiphidiopicus percussus
Xiphidiopicus percussus là một loài chim trong họ Picidae. Đây là loài duy nhất trong chi Xiphidiopicus và là loài đặc hữu của Cuba.

## Miêu tả
Là một loài chim gõ kiến tương đối nhỏ, đặc biệt có kích thước và hình dạng chung của chim ăn nhựa cây. Chim mái nhỏ hơn đáng kể so với chim trống và thường có mỏ ngắn hơn. Chim vị thành niên nói chung có màu lông mờ hơn, cho thấy nhiều vệt và sọc bên dưới. Chúng thường có chiều dài từ 21 đến 25 cm (8,3 đến 9,8 in) và nặng 48 đến 97 g (1,7 đến 3,4 oz).